# Evergestis implicitalis
Evergestis implicitalis là một loài bướm đêm trong họ Crambidae.